# Stagecoach Express
Pour plus de détails, voir Fiche technique et Distribution.
Stagecoach Express est un film américain réalisé par George Sherman, sorti en 1942.

## Fiche technique
- Titre : Stagecoach Express
- Réalisation : George Sherman
- Scénario : Arthur V. Jones et Doris Schroeder
- Photographie : John MacBurnie
- Musique : Cy Feuer (en)
- Pays de production : États-Unis
- Format : Noir et blanc - 1,37:1
- Genre : western
- Durée : 57 minutes
- Date de sortie : 1942

## Distribution
- Donald Barry : Dave Gregory
- Lynn Merrick : Ellen Bristol
- Al St. John : Dusty Jenkins
- Robert Kent : Griff Williams
- Emmett Lynn (en) : Charles Haney
- Guy Kingsford (en) : Sam Elkins
- Ethan Laidlaw (en) : Lou